# Lilek

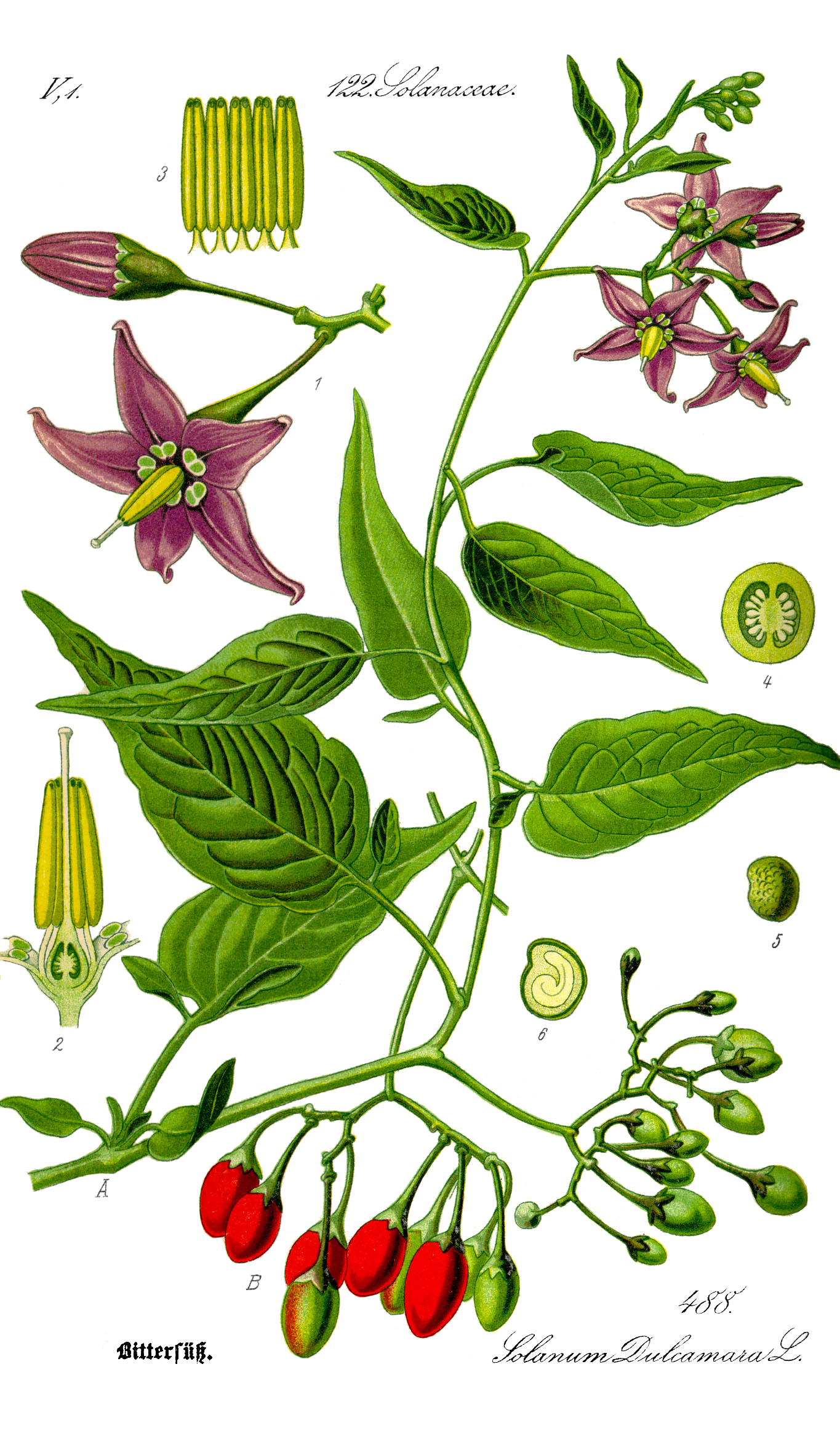
Lilek potměchuť na ilustraci z roku 1885

Lilek (Solanum) je početný rod rostlin z čeledi lilkovité. Jsou to byliny i dřeviny s jednoduchými či zpeřenými střídavými listy a pětičetnými, většinou pravidelnými květy. Plodem je bobule s mnoha semeny. Rod zahrnuje asi 1500 druhů a je rozšířen po celém světě. Největší počet druhů roste v tropech a subtropech, zejména v Latinské Americe. Jediným původním druhem v květeně České republiky je lilek potměchuť, další druhy zde žijí zdomácněle. Lilky jsou vesměs více nebo méně jedovaté rostliny, hlavními účinnými látkami jsou solaninové glykoalkaloidy, zejména solanin.
Hospodářsky nejvýznamnějšími kulturními druhy jsou lilek brambor a rajče jedlé. Řada dalších druhů poskytuje plody jako ovoce nebo se využívá jako zelenina, mezi známější náleží lilek vejcoplodý (baklažán, lilek), lilek rajčenka (rajčenka) a lilek peruánský (pepino). Některé druhy jsou pěstovány jako okrasné rostliny nebo mají význam v medicíně.

## Popis
Lilky mohou být jednoleté, dvouleté nebo vytrvalé byliny, keře, liány i malé stromy. Některé druhy jsou trnité. Rostliny jsou lysé nebo s oděním tvořeným jednoduchými, větvenými, hvězdovitými nebo žláznatými chlupy. U některých druhů jsou chlupy žahavé. Listy jsou jednoduché nebo zpeřené, střídavé (někdy na květonosných větvích zdánlivě vstřícné) nebo po dvou, většinou řapíkaté, s celistvou, zubatou, laločnatou nebo členěnou čepelí. Květenství jsou zdánlivě úžlabní (ve skutečnosti se tvoří na vrcholu lodyhy, který je přerůstán postranní větví a odsunut do zdánlivě postranního postavení), většinou hroznovitá, latovitá, okolíkovitá nebo svazečky, případně jsou květy jednotlivé. Květy jsou většinou pravidelné nebo řidčeji dvoustranně souměrné, pětičetné, oboupohlavné nebo jednopohlavné. Kalich je zakončen 5 nebo 10 cípy. Koruna je pěticípá, kolovitá nebo široce zvonkovitá. Tyčinek je pět, jsou přirostlé v bázi korunní trubky, mají velmi krátké nitky a dlouhé prašníky. Semeník je srostlý ze dvou plodolistů, někdy však vlivem tvorby falešné přehrádky obsahuje 4 komůrky. Vajíček bývá mnoho, čnělka je krátká, s drobnou bliznou. Plodem je suchá nebo dužnatá bobule obsahující mnoho plochých semen.

Žláznaté a jednoduché chlupy na okraji listu lilku quitského
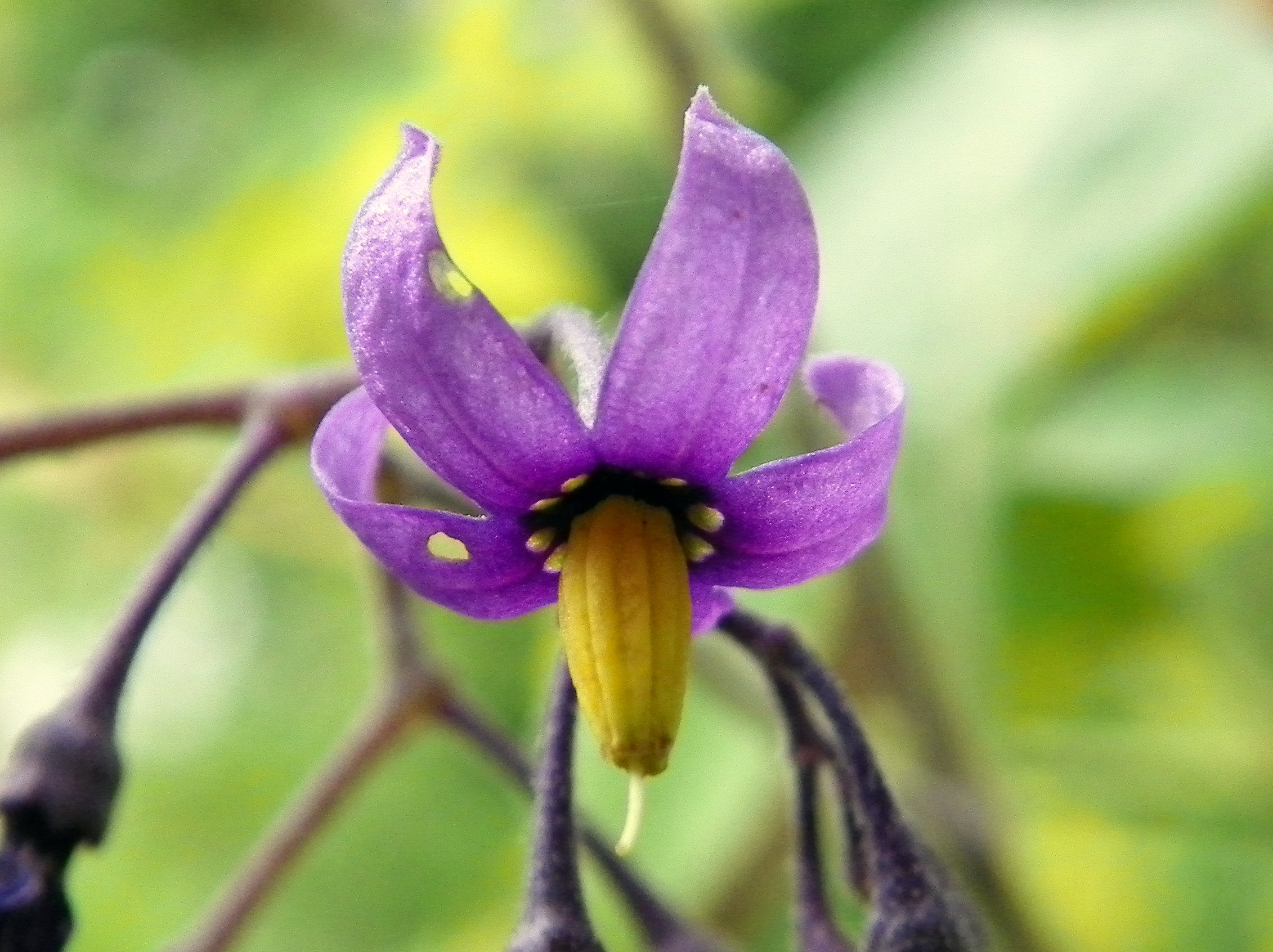
Detail květu lilku potměchuti

## Rozšíření
Rod zahrnuje okolo 1500 druhů a je rozšířen po celém světě. Největší počet druhů roste ve Střední a Jižní Americe.
V České republice se (včetně druhů krátkodobě zavlékaných nebo zplaňujících) vyskytuje celkem 19 druhů lilků, z nichž většina je nepůvodní. Nejhojnějším druhem je lilek potměchuť, rozšířený v teplejších oblastech celé republiky, a lilek černý, který zde zdomácněl jako archeofyt. Z dalších archeofytů se zde vyskytuje lilek vlnatý (S. decipiens), lilek žlutý (S. villosum) a lilek křídlatý (S. alatum). Některé další pěstované druhy v ČR zplaňují: lilek brambor (S. tuberosum), lilek rajče (S. lycopersicum), lilek borůvkový (S. scabrum), lilek vejcoplodý (S. melongena), lilek nádherný (S. pyracanthos), llilek ozdobný (S. capsicastrum), nebo jsou spíše jen přechodně zavlékány: lilek leskloplodý (S. physalifolium), lilek americký (S. americanum), lilek hulevníkolistý (S. sisymbriifolium), lilek sodomský (S. linneanum), lilek zobanitý (S. cornutum), lilek karolínský (S. carolinense) a lilek trojkvětý (S. triflorum).

## Ekologické interakce

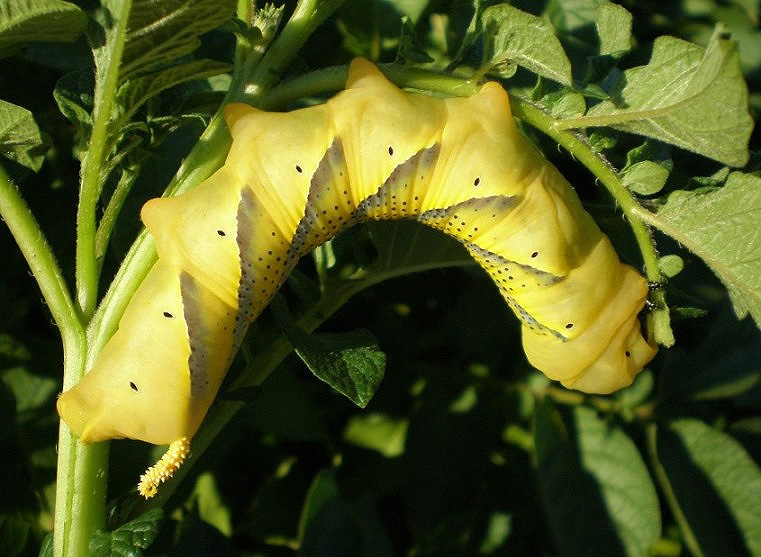
Housenka lišaje smrtihlava

Květy lilků neobsahují nektar a nabízejí opylovačům pouze pyl. Ten je z prašníků vytřásán speciálním mechanismem, který je znám jako buzz pollination. Hmyz dosedne zespodu na květ a rychlými vibracemi hrudi jej rozechvěje, pyl vypadává a zachycuje se na ochlupení hmyzu. Lilek potměchuť je opylován zejména čmeláky. Tomuto způsobu opylování napomáhá také tvar květu s korunními lístky otočenými nazpět.
Semena drobnoplodých druhů (lilek černý, lilek potměchuť) šíří ptáci konzumující plody. Některé druhy jsou šířeny i netopýry, např. lilek Solanum rugosum v Latinské Americe listonosem krátkoocasým. V tropech vyhledávají plody lilků také opice. Některé druhy mají dlouze ostnité plody, které se šíří na srsti zvířat. Patří mezi ně mj. severoamerický lilek Solanum rostratum.
Lilky jsou zejména v Latinské Americe živnými rostlinami celé řady druhů motýlů a můr. V Evropě se jimi živí housenky lišaje smrtihlava (Acherontia atropos), osenice stepní (Euxoa obelisca) a obaleče zimolezového (Adoxophyes orana).

## Obsahové látky a jedovatost
Lilky jsou vesměs více či méně jedovaté rostliny. Hlavními účinnými látkami jsou solaninové glykoalkaloidy, které mají dráždivé účinky na zažívací trakt a bývají akumulované především v nedozrálých plodech. Otravy se projevují zejména nevolností, zvracením, břišními křečemi a průjmy, v některých případech byly zaznamenány i halucinace, delirium a koma. Po požití většího množství se dostavují i dýchací potíže, deprese a zrychlený tlukot srdce. Vážnější stavy se léčí intravenózním dodáním tekutin a elektrolytů a podáváním antiemetik.
Převážná většina otrav lilky u lidí souvisí s konzumací nedozrálých plodů, u řady druhů jsou však jedovaté i zralé plody.
Hlavními alkaloidy bramboru je α-solanin a α-chakonin, které představují 95% obsažených alkaloidů. Nejtoxičtější je α-chakonin. Jedovatá je celá rostlina s výjimkou hlíz. Toxiny jsou obsaženy i v nevařených bramborových klíčcích a zelených částech hlíz. Symptomy jsou podobné jako u jiných lilků.
Lákavě zbarvené bobule lilku višňového (S. pseudocapsicum), pěstovaného jako okrasná rostlina, bývají příčinou otrav zejména u dětí. Hlavní účinnou látkou je solanokapsin, látka strukturně příbuzná solaninu.
Druh Solanum dimidiatum v Texasu způsobuje neurologické onemocnění krav známé pod názvem "syndrom šílené krávy" (crazy cow syndrome). Účinnými látkami jsou nortropanové alkaloidy ze skupiny kalysteginů. V brazilském pantanalu bývá příčinou otrav dobytka lilek Solanum glaucophyllum.
U některých divoce rostoucích druhů lilku se údaje o jedovatosti v různých zdrojích významně liší. Je to i případ zralých plodů lilku černého, které jsou v některých zdrojích uváděny jako jedlé (např. ), jinde jako jedovaté (např.).
Podobné je to i s lilkem americkým (S. americanum). Druh pochází patrně z Jižní Ameriky a je rozšířen i v jiných částech tropů. Podle některých zdrojů se listy, plody i mladé stonky konzumují (např. ), podle jiných je rostlina silně jedovatá a bývá příčinou otrav dobytka (např. ).
Některé cizokrajné druhy lilku mají na povrchu žahavé chlupy, které při kontaktu s pokožkou způsobují dermatitidy.

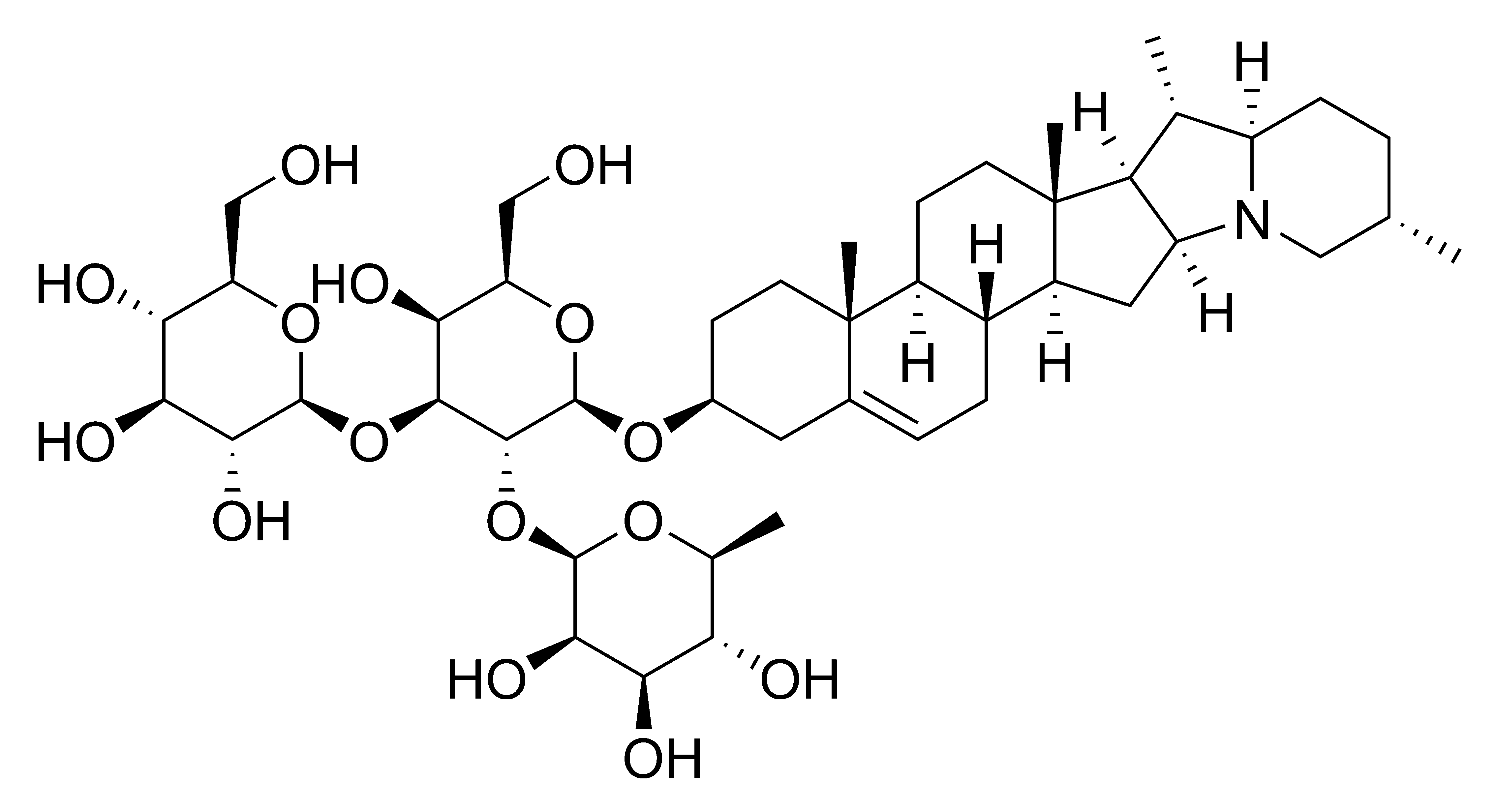
Strukturní vzorec solaninu
Strukturní vzorec solanokapsinu
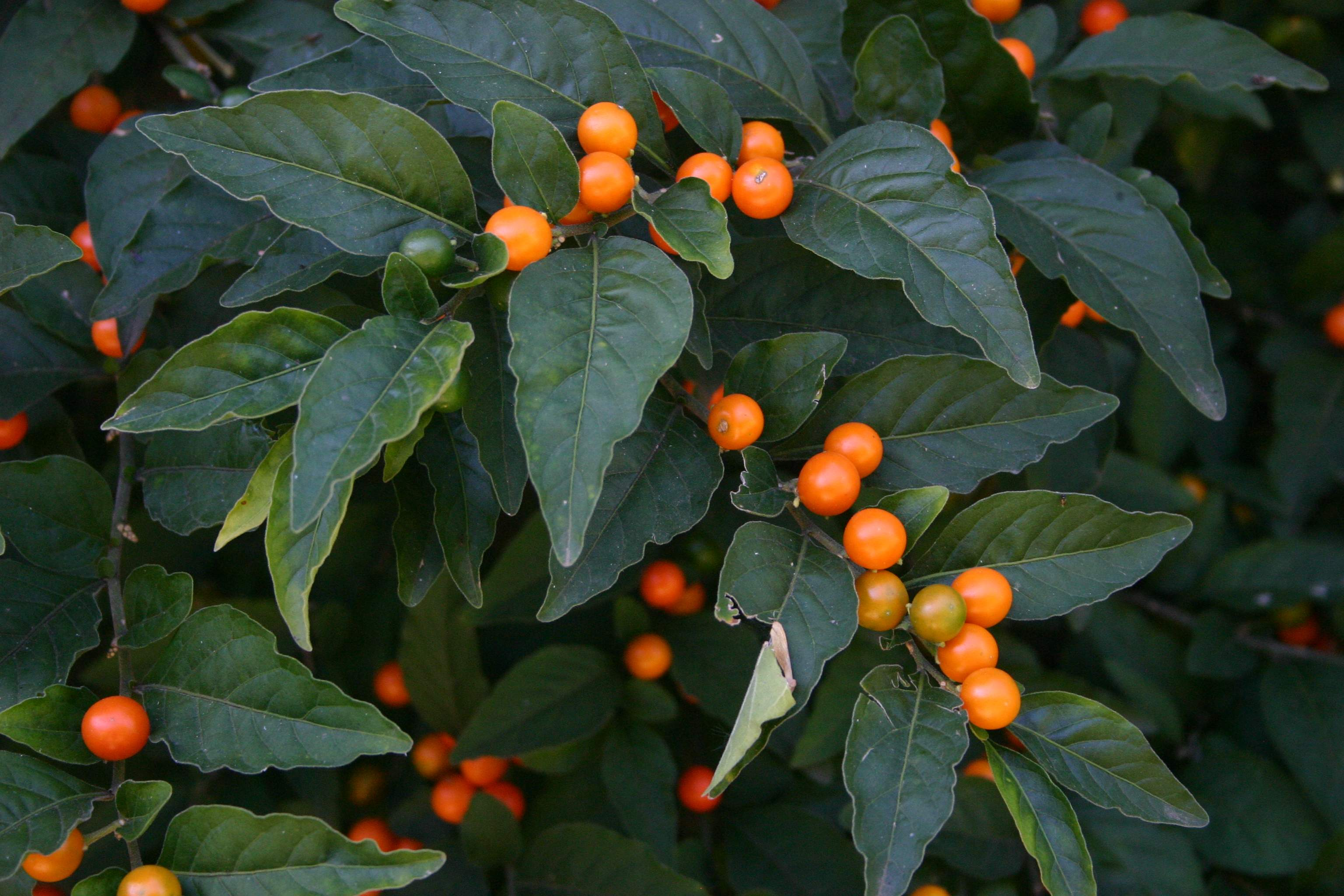
Lilek višňový s plody

## Zástupci
- lilek americký (S. americanum)
- lilek borůvkovitý (S. scabrum)
- lilek brambor (S. tuberosum)
- lilek černý (S. nigrum)
- lilek dřípený (S. laciniatum)
- lilek etiopský (S. aethiopicum)
- lilek hulevníkolistý (S. sisymbriifolium)
- lilek jasmínovitý (S. jasminoides)
- lilek karolínský (S. carolinense)
- lilek křídlatý (S. alatum)
- lilek leskloplodý (S. physalifolium)
- lilek modrý (S. rantonnetii, syn. Lycianthes rantonnetii) - tzv. hořcový stromek
- lilek ozdobný (S. capsicastrum)
- lilek peruánský (S. muricatum) - pepino
- lilek potměchuť (S. dulcamara)
- lilek quitský (S. quitoense)
- lilek rajče (S. lycopersicum, syn. rajče jedlé)
- lilek rajčenka (S. betaceum), syn. rajčenka řepovitá (Cyphomandra betacea)
- lilek sodomský (S. linnaeanum)
- lilek trojkvětý (S. triflorum)
- lilek vejcoplodý (S. melongena)
- lilek višňový (S. pseudocapsicum)
- lilek vlnatý (S. decipiens)
- lilek zobanitý (S. cornutum)
- lilek žlutý (S. villosum)

## Význam

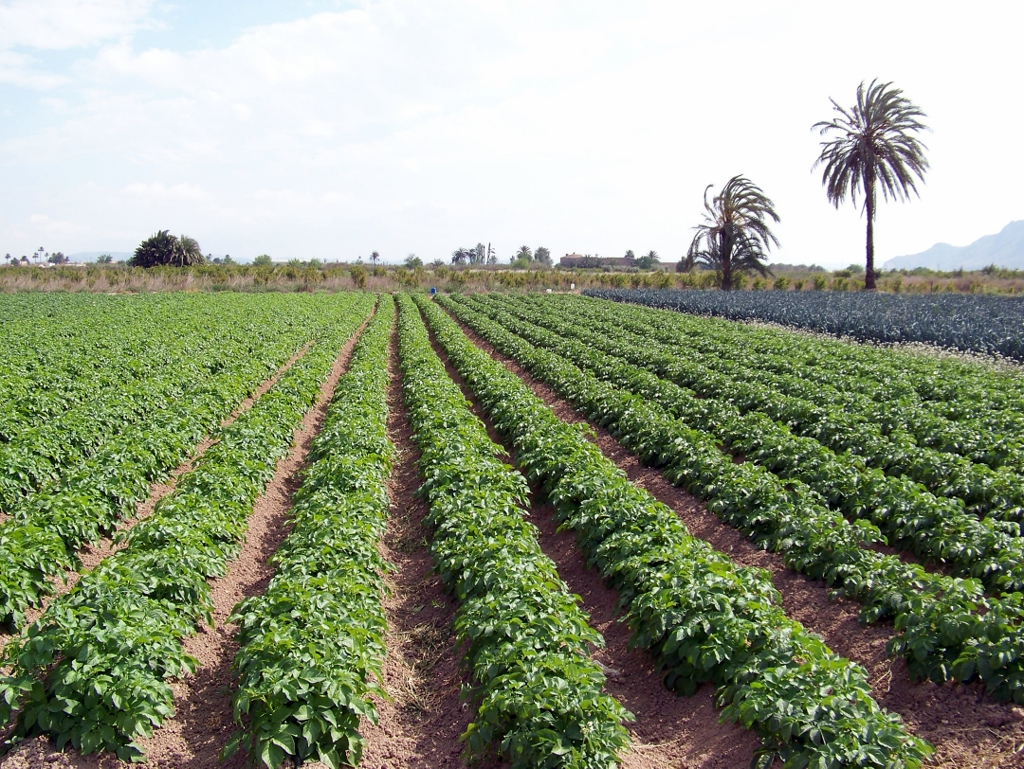
Bramborové pole

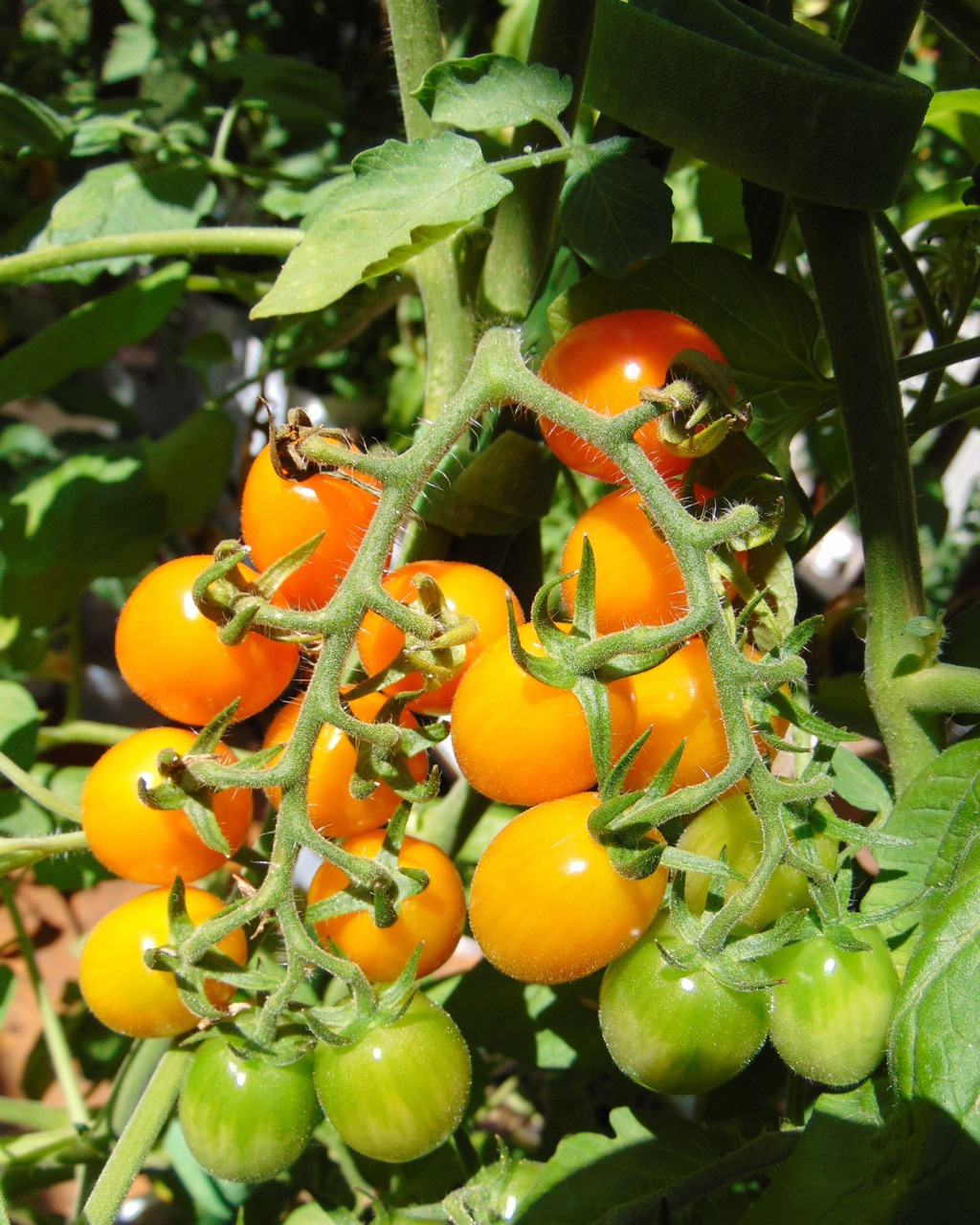
Dozrávající rajčata

### Potraviny
Některé druhy lilku náležejí mezi staré kulturní rostliny. V mimotropických zemích jsou hospodářsky nejvýznamnější lilek brambor a lilek rajče. Brambor pochází z jihoamerických And. Do Španělska byl přivezen ve 2. polovině 16. století a v průběhu 100 let byly již brambory jako okopanina široce pěstovány v řadě evropských zemí. Jsou také významným zdrojem škrobu.
Rajče pochází rovněž ze západních oblastí Jižní Ameriky. První písemné zmínky pocházejí z poloviny 16. století. V současnosti jsou rajčata pěstována po celém světě. Hlavními producenty jsou Čína, USA a Indie.
Lilek rajčenka (S. betaceum) je keř až strom pocházející z jihoamerických And. Je pěstován zejména v horských oblastech tropické Jižní Ameriky a Asie pro plody, známé pod názvem rajčenka nebo tamarilo. Syrové se konzumují jako příjemně aromatické ovoce, lze je také různě upravovat jako zeleninu. Druh je také pěstován jako meziplodina na citrusových a kávových plantážích.
Lilek vejcoplodý (S. melongena) je stará kulturní rostlina, pocházející z Asie. Zralé plody jsou používány jako zelenina. V jižní a jihovýchodní Asii jsou plody součástí mnoha místních pokrmů. V České republice jsou známy pod názvem baklažán nebo lilek.
Lilek borůvkovitý (S. scabrum) je pěstován jako drobné ovoce zahrádkáři i v České republice.
Lilek etiopský (S. aethiopicum) je v tropické Africe i v některých jiných oblastech světa (např. v Brazílii) významnou zeleninou. Vznikl domestikací z divokého druhu Solanum anguivi. Konzumují se nedozrálé plody, v některých oblastech i listy. Lilek Solanum mammosum pochází ze severu Jižní Ameriky a pěstuje se zejména v Americe a Asii pro plody, používané jako zelenina. Plody jihoamerického lilku peruánského (S. muricatum), zvané pepino, se používají jako ovoce i zelenina. Z Jižní Ameriky pochází také lilek quitský (S. quitoense) neboli narančila. Solanum sessiliflorum je stará kulturní rostlina, jejíž divoké populace nejsou známy. V Latinské Americe je označován jako cocona (kokona). Z Jižní Ameriky pochází i Solanum torvum, pěstované v Americe i Asii jako zelenina. Zvláštní oblibě se těší v Thajsku a Indonésii.
Z tropické Asie pochází druh Solanum lasiocarpum, jehož chlupaté plody se používají k okyselení ragú a jiných místních pokrmů.
Z dalších jihoamerických druhů slouží jako ovoce např. plody Solanum hyporhodium, S. topiro, S. ambrosiacum a S. grandiflorum. Jedlé plody poskytuje také australský druh Solanum linearifolium.

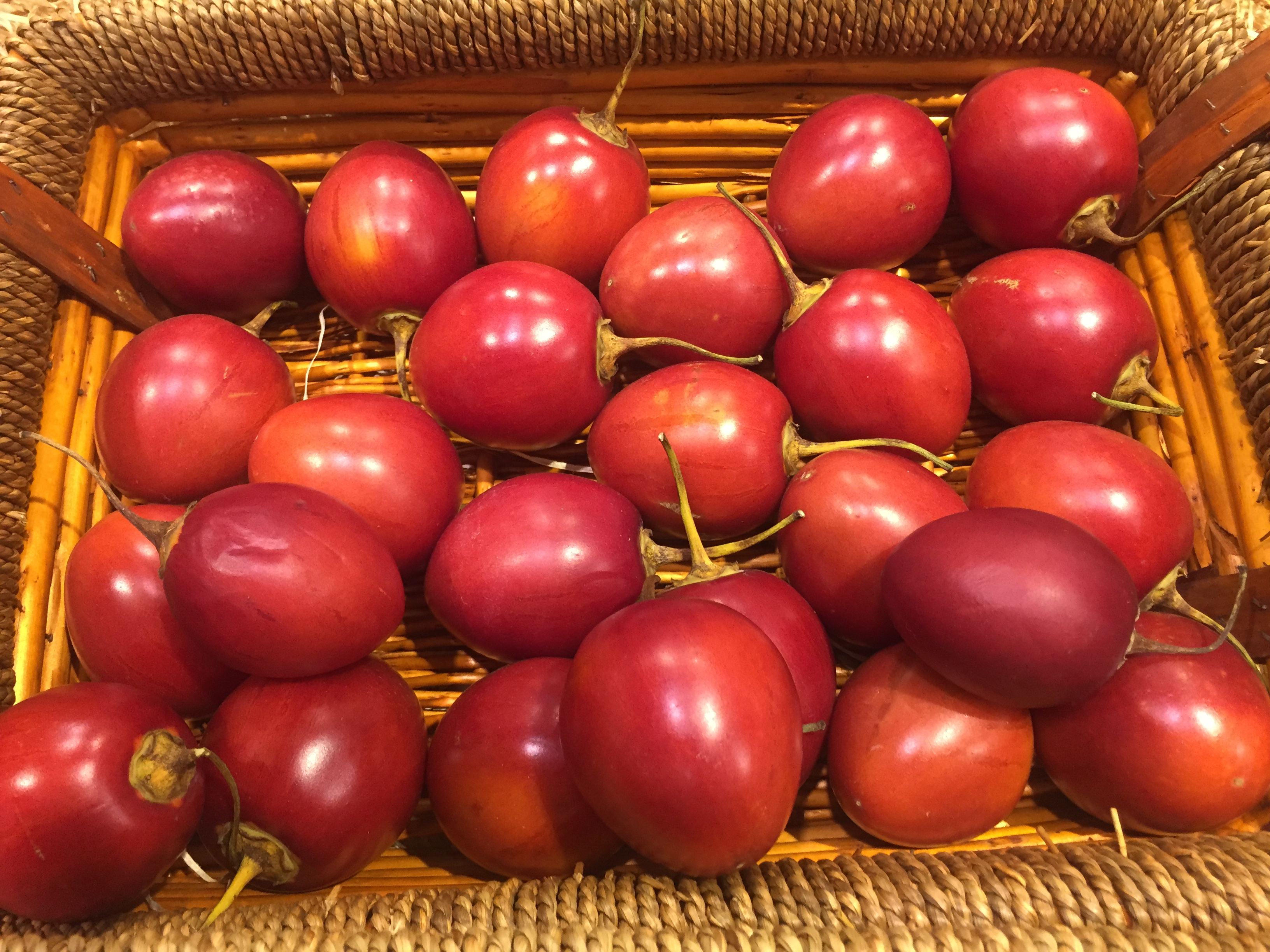
Rajčenka neboli tamarilo, plody lilku rajčenky
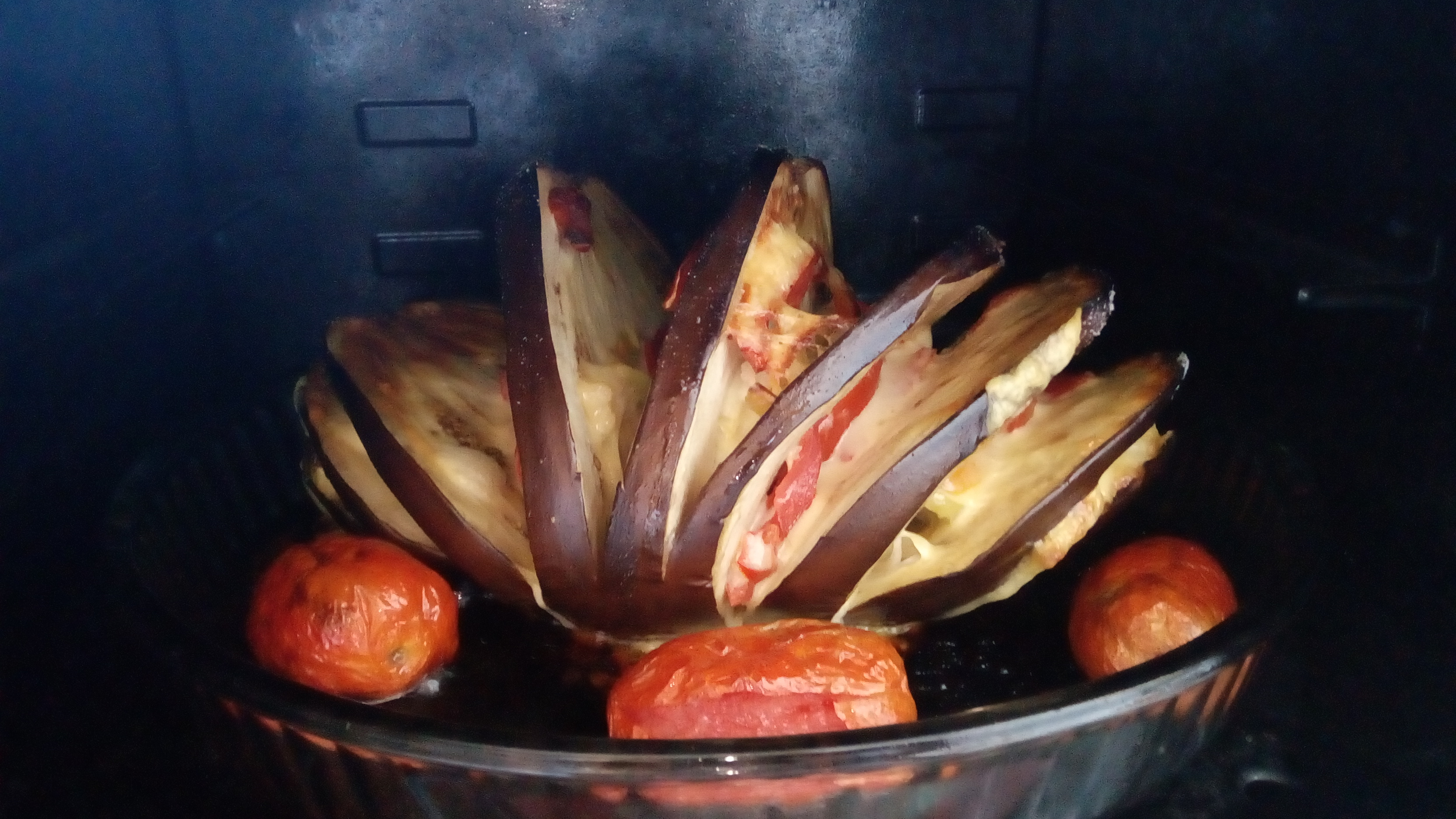
Ázerbájdžánský pokrm z lilku vejcoplodého
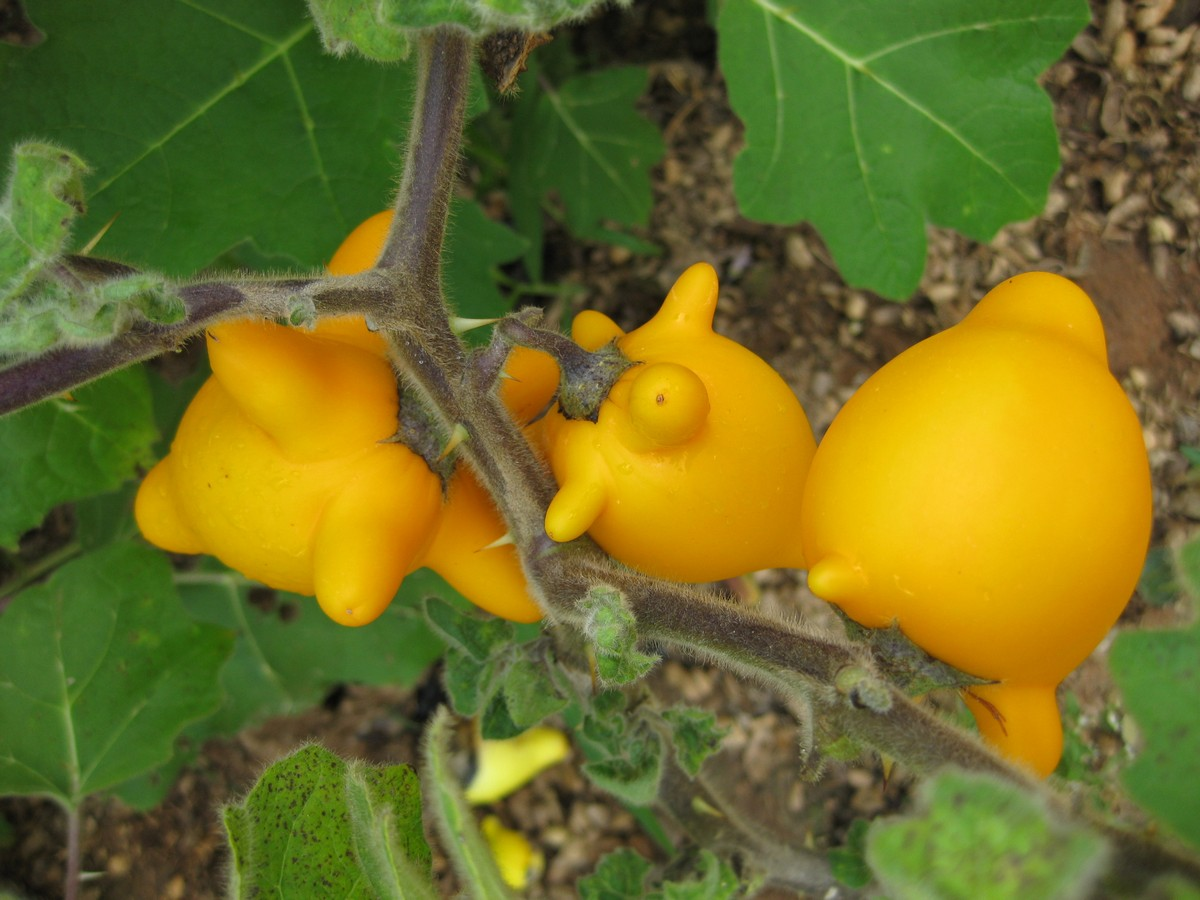
Plody Solanum mammosum
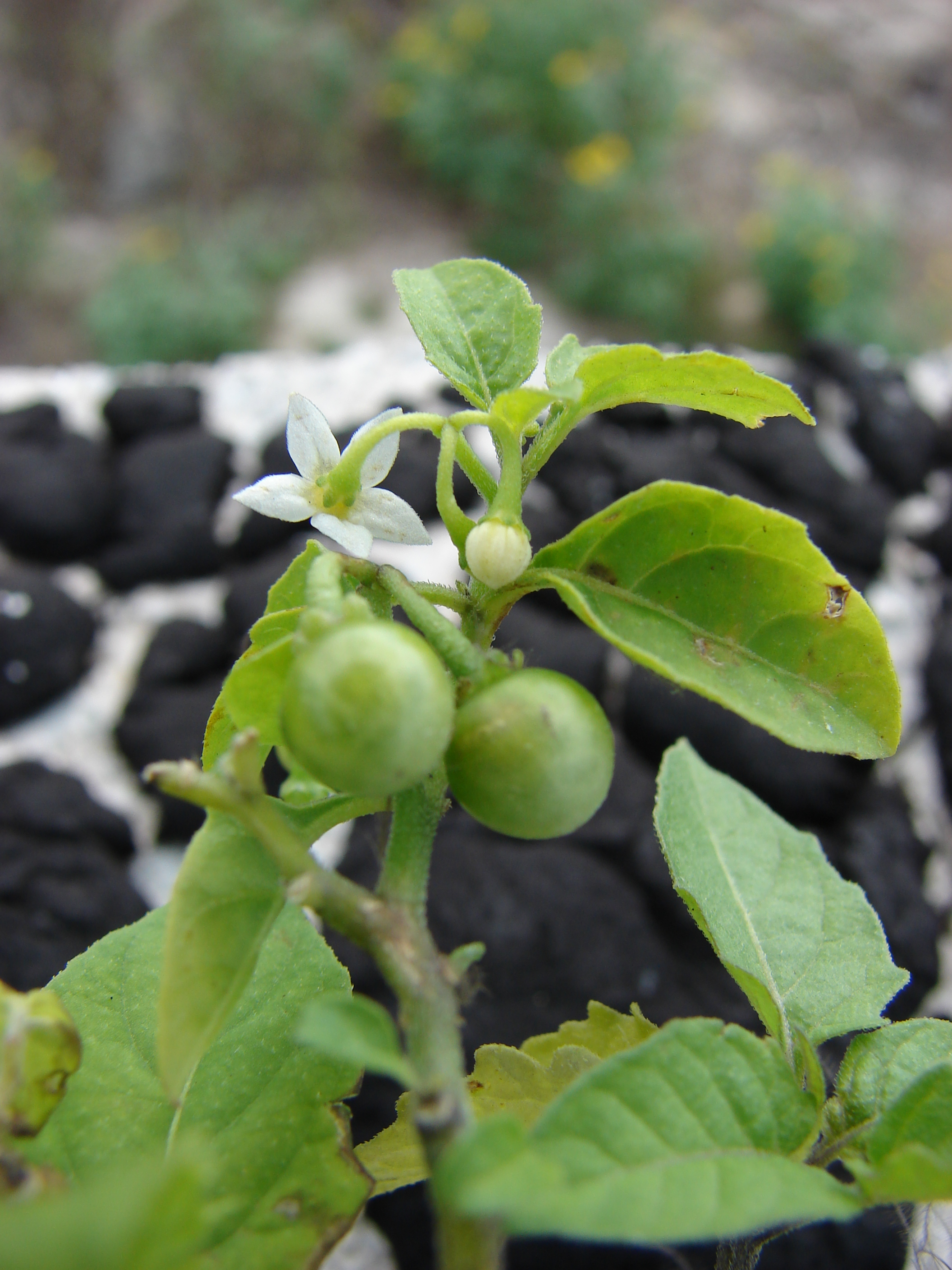
Lilek americký
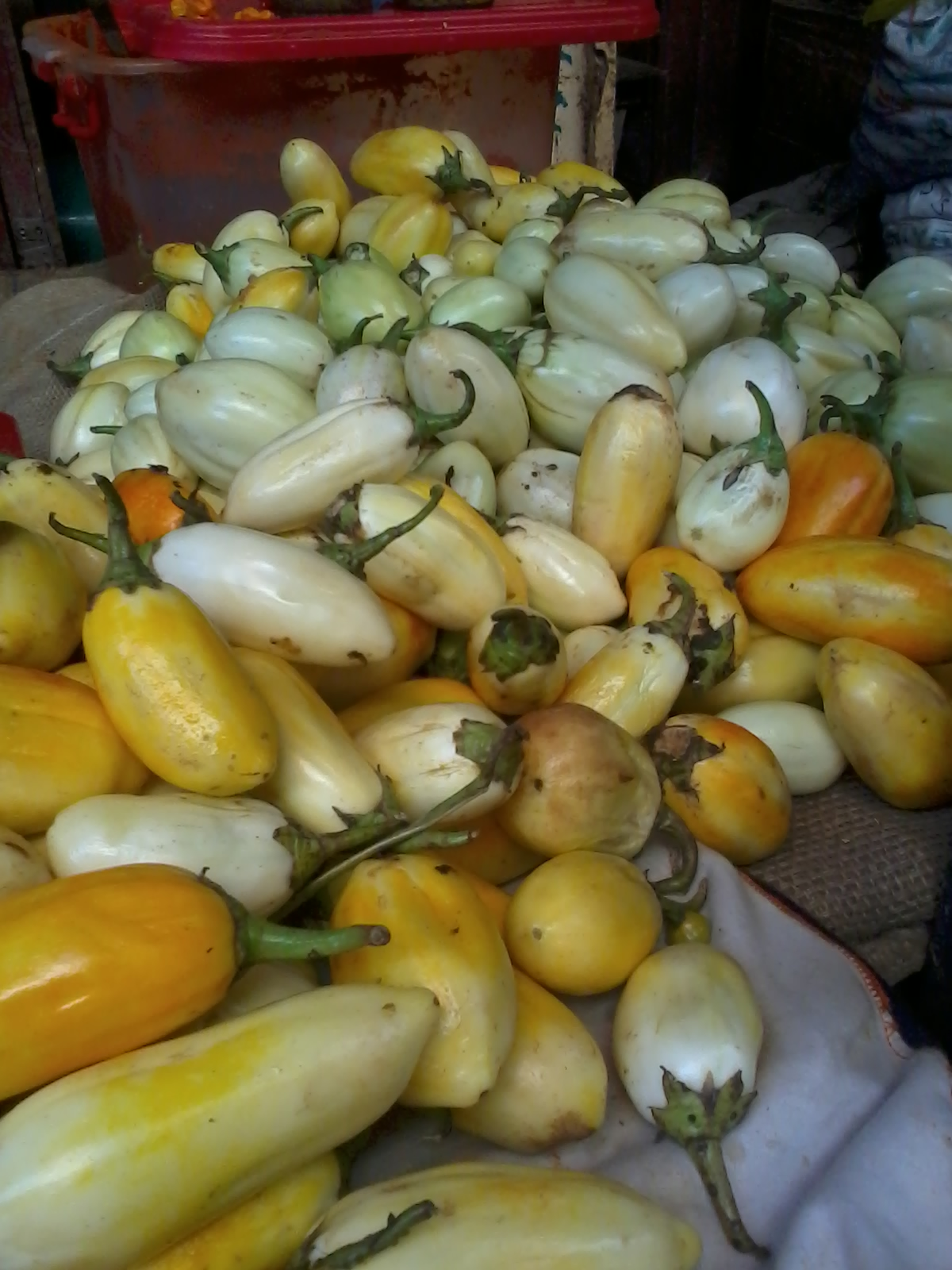
Plody lilku etiopského na tržišti v Ghaně
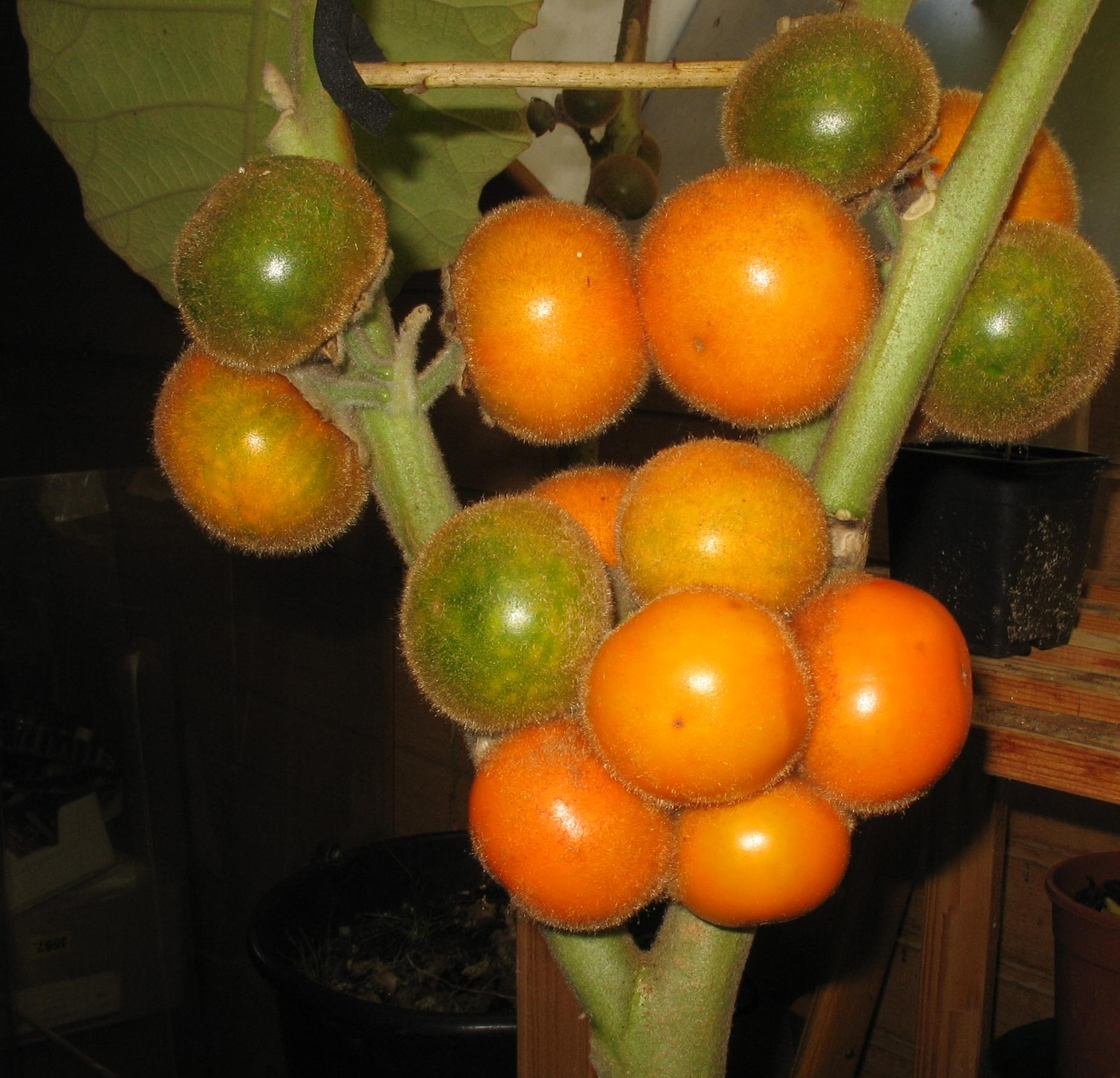
Lilek quitský s plody (narančila)
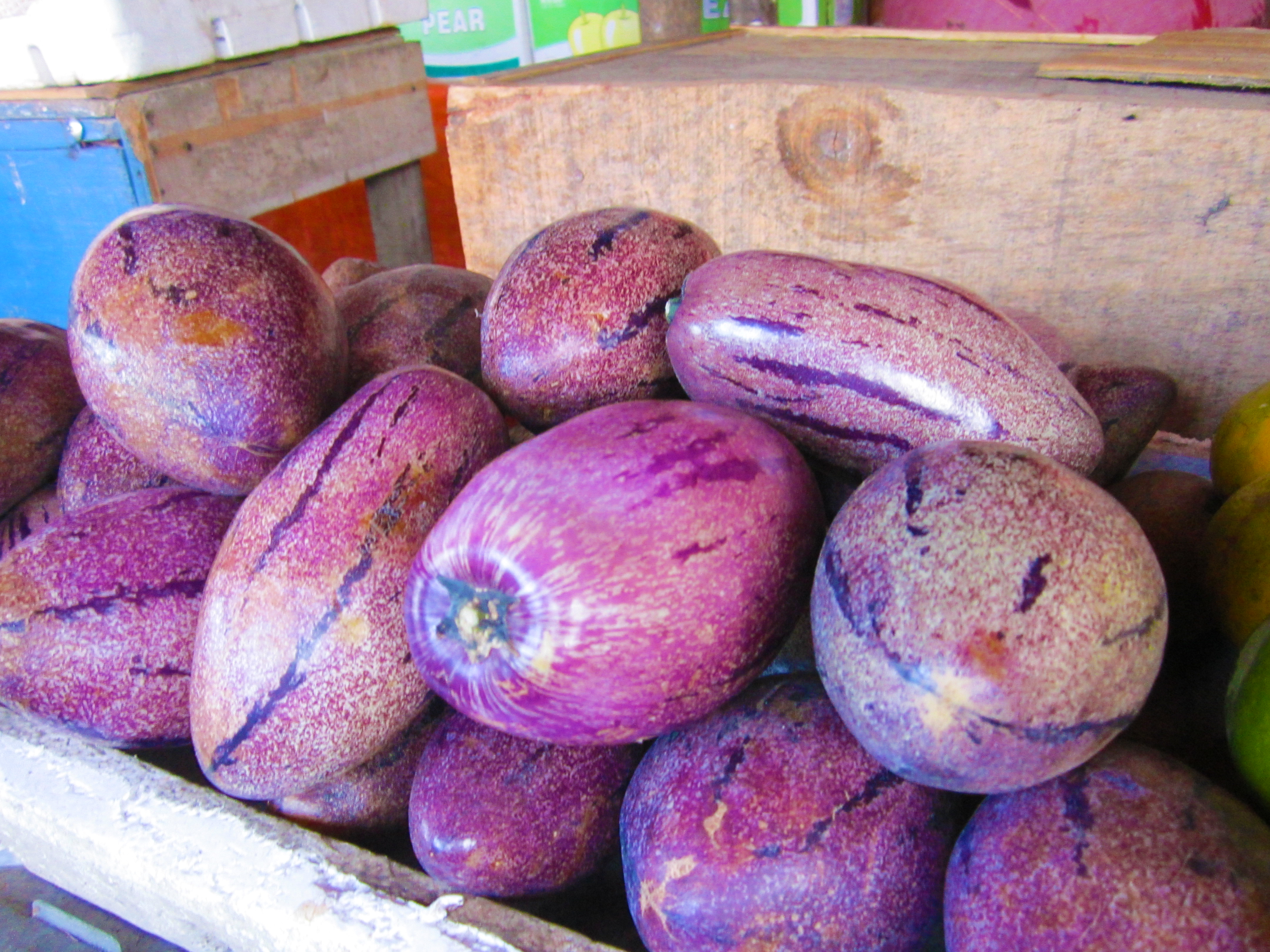
Plody lilku peruánského (pepino) na tržišti v Medanu
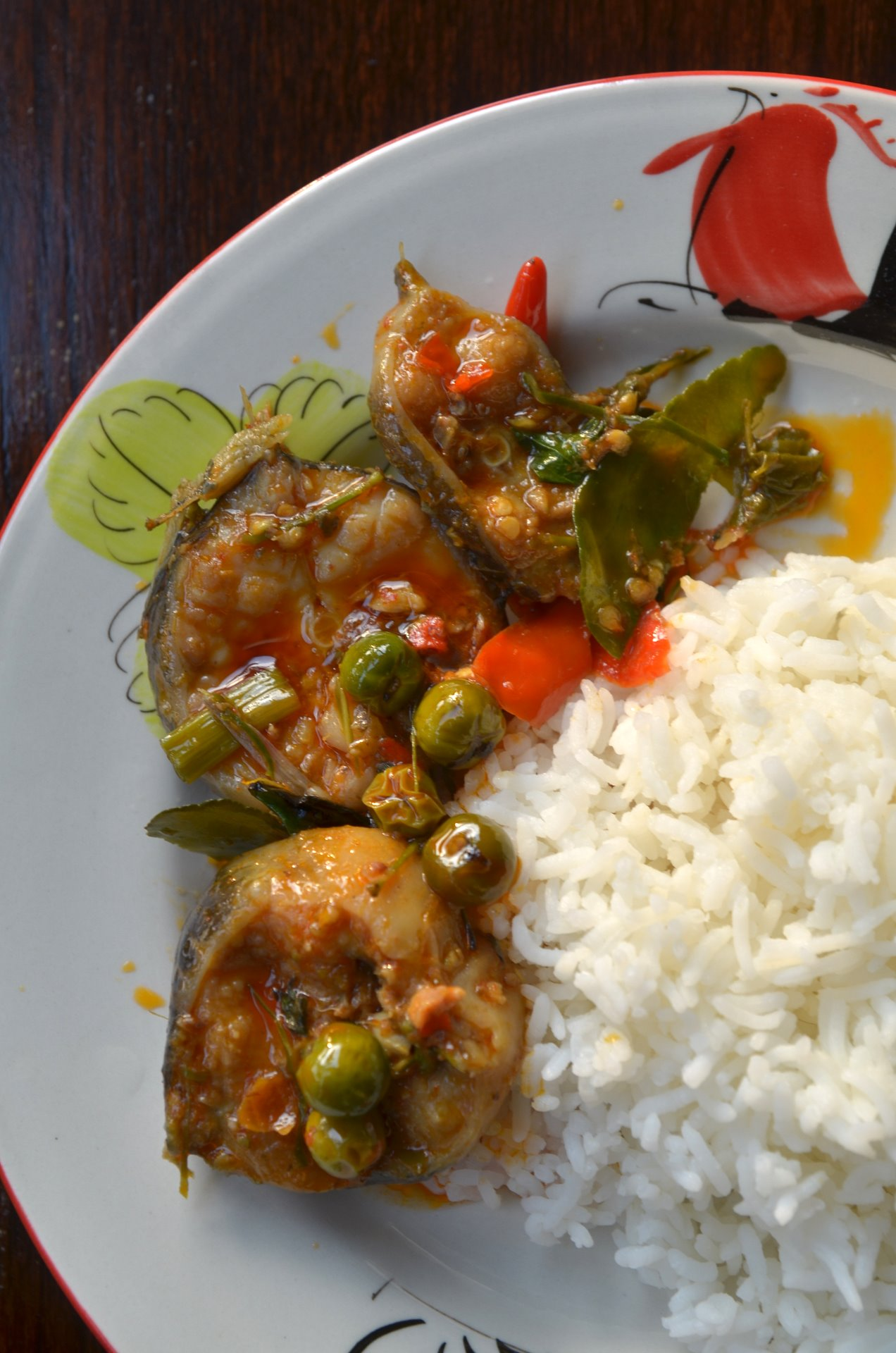
Thajský pokrm s plody Solanum torvum

### Ostatní využití
Lilek jasmínovitý (S. jasminoides) je pěstován jako okrasná kbelíková nebo truhlíková rostlina. Lilek višňový (S. pseudocapsicum) je v poslední době oblíbený jako pokojová rostlina s nápadně barevnými plody. Existují i běloplodé kultivary. Sytě modrými květy se vyznačuje lilek modrý (S. rantonnetii, syn. Lycianthes rantonnetii), známý též jako hořcový stromek, a pěstovaný jako balkónová a kbelíková rostlina. Některé nápadné druhy jsou pěstovány ve sbírkách botanických zahrad, např. lilek nádherný (S. pyracanthos) s listy i stonky nesoucími nápadné oranžové trny.
V tropech a subtropech se některé druhy lilku vysazují jako okrasné rostliny. Patří mezi ně např. lilek quitský (S. quitoense) a druhy Solanum erianthum, S. seaforthianum, S. wendlandii a S. wrightii.
Celá řada druhů lilku je využívána v místní a domorodé medicíně v zemích celého světa.

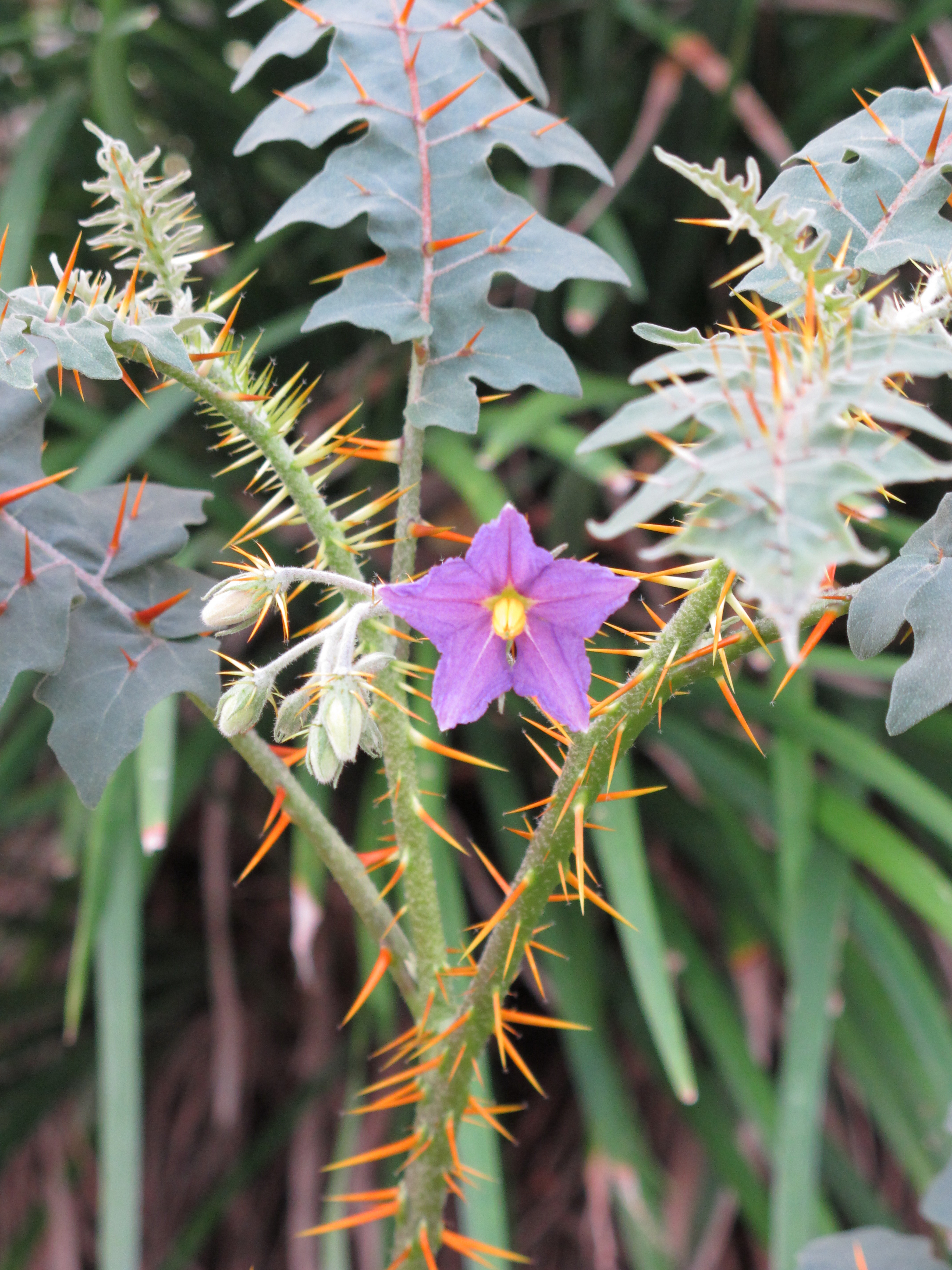
Solanum pyracanthos
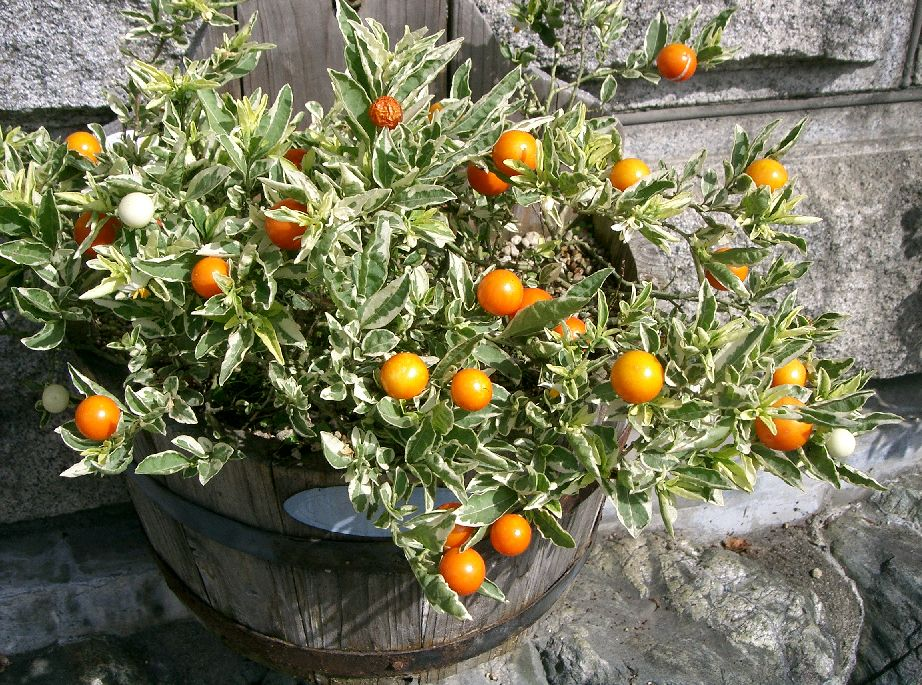
Lilek višňový jako okrasná rostlina
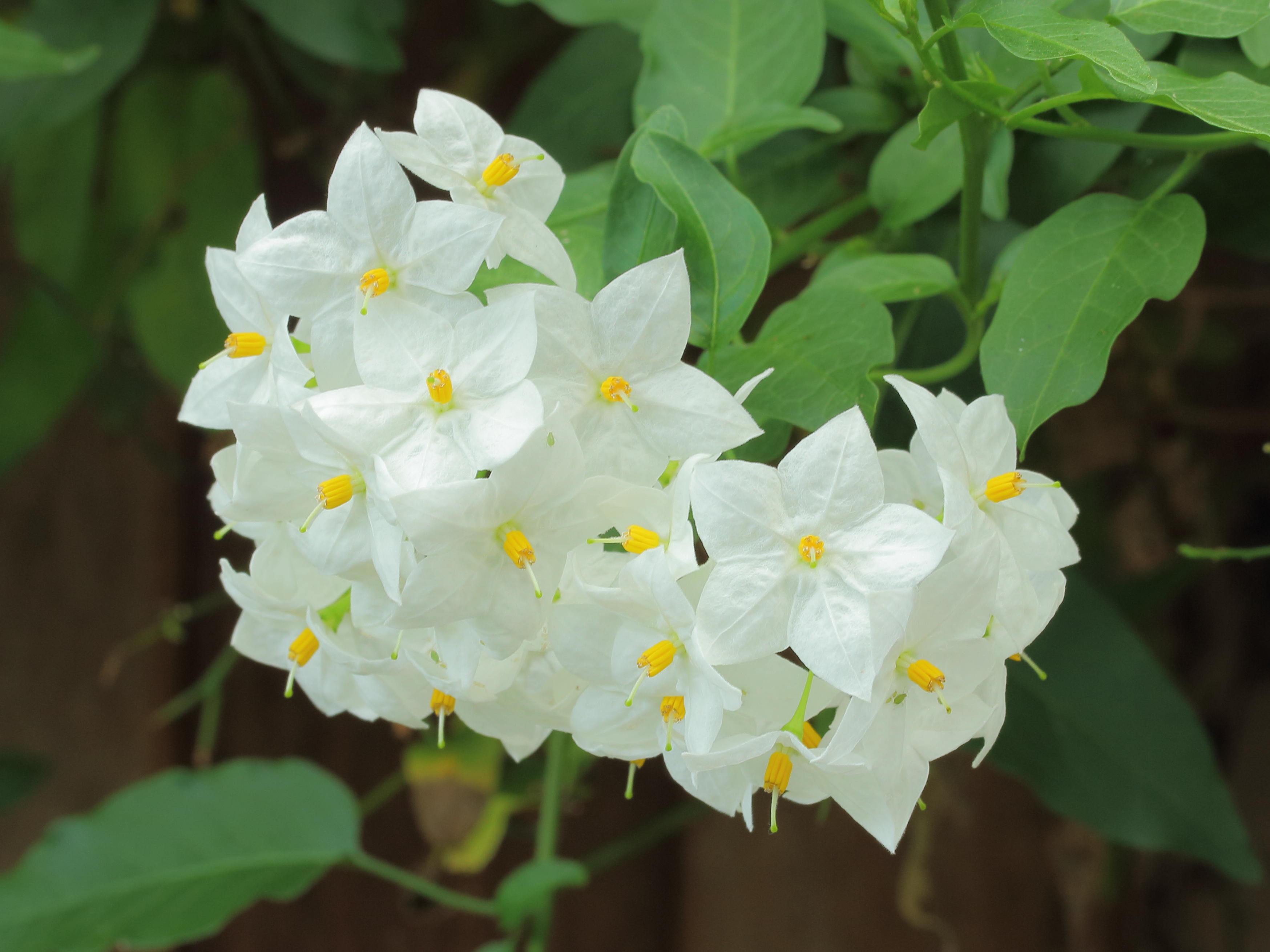
Květy lilku jasmínovitého